# Лопе Диас I де Аро
Лопе Диас I де Аро (исп. Lope Díaz I de Haro; ок. 1105 — 6 мая 1170) — кастильский магнат, 4-й сеньор Бискайи (1124—1170). Крупный сановник во время правления королей Кастилии Альфонсо VII, Санчо III и Альфонсо VIII. С 1147 по 1168 год Лопе Диас де Аро упоминается как правитель Старой Кастилии от имени короны.

## Политическая карьера
Старший сын Диего Лопеса I де Аро, 3-го сеньора Бискайи, и Марии Санчес. После смерти своего отца в 1124 году король Арагона и Наварры Альфонсо I Воитель захватил баскские сеньории и Ла-Риоху, присоединив их к Наваррскому королевству. К 17 июня 1125 года Альфонсо Воитель владел замком Аро. В должности сеньора Бискайи Лопе Диаса сменил наваррский магнат Ладрон Иньигес (? — 1155). Лопе в то время был, вероятно, молодым человеком лет двадцати. Он записан в Хронике Альфонсо Императора (I, § 7) среди одиннадцати кастильских дворян, которые присягнули на верность Альфонсо VII при его наследовании в 1126 году .
Лопе Диас де Аро был назначен графом к 1 февраля 1135 года. На следующий год (1136) он получил власть в районе Нахера, которая стала центром его домена до самой его смерти. К 1138 году он владел районом Алава, а к 1140 году — замком Аро, от которого его отец получил свое фамильное имя. Однако в этот же год он поднял восстание и был лишен имущества. По-видимому, он примирился с императором Альфонсо VII и был восстановлен в должности к 1143 году. В 1146 году Лопе Диас был при императорском дворе в сентябре и снова в ноябре. Нет никаких записей об участии Лопе Диаса де Аро в завоевании Альмерии (1147), но это вполне вероятно.
В 1149 году император Альфонсо VII сделал Нахеру столицей домена для своего старшего сына, Санчо «Желанного», но к августу 1154 года Лопе Диас де Аро снова получил фактический контроль над ней, хотя ему пришлось ждать до августа 1155 года, чтобы официально быть восстановленным в качестве сеньора Нахеры. В какой-то момент Лопе Диас де Аро доверил управление Нахерой своему вассалу Лукасу Лопесу, которого он сам посвятил в рыцари. После смерти кастильского короля Альфонсо VII Лопе Диас де Аро служил его сыну и наследнику Санчо в качестве альфереса (знаменосца) с ноября 1157 по июль 1158 года, хотя в декабре 1157 года этот пост ненадолго занимал Педро Фернандес. 29 ноября 1157 года Лопе Диас де Аро издал фуэро для города Фануэла .
В 1162 году сын и преемник Санчо, Альфонсо VIII, пожаловал Лопе Диасу де Аро районы Трасмьера, Ла-Риоха и Бискайя для управления в качестве tenencias . В том же году он впервые использовал титул графа Нахеры и Бискайи (comes naiarensis atque bizchayensis).

## Религиозное покровительство
Лопе Диас де Аро основал на своих землях два религиозных дома. В 1162 году он основал филиалы Ордена премонстрантов в Сан-Хуан-де-ла-Пенья, Бегония, Арратии и Гернике. Учредительный устав был составлен писцом по имени Хуан, капелланом Санта-Мария-ла-Реаль-де-Нахера, и оригинал сохранился. Лопе Диас де Аро собственноручно подписал документ и украсил свою подпись большим крестом, грубые черты которого наводят на мысль о незнании графом пера. Это оставляет открытым вопрос о том, насколько грамотным мог быть Лопе. В 1169 году Лопе Диас де Аро основал цистерцианский монастырь в Хауэле (Файола) в Ла-Риохе. В 1170 году он был вновь основан в соседнем Каньясе.
В 1168 году Лопе Диас де Аро передал своему брату Санчо свои владения в монастыре Сан-Чиприано и в Вильямескине.

## Брак, смерть и наследники
Незадолго до 1162 года Лопе Диас женился на даме по имени Альдонса (Endolza, Endulcia). Её фамилия не зафиксирована в первичном документе, и её происхождение много обсуждалось. Самым ранним авторитетом, давшим имя её отцу, был Педро де Барселос в XIV веке, который назвал её Альдонса Руис де Кастро, дочь Родриго Фернандеса де Кастро и Эло Альварес, хотя она не упоминается среди детей Родриго в De rebus Hispaniae. Столетие спустя Лопе Гарсия де Саласар назвал его жену Менсией, дочерью Ариаса. Луис де Салазр и Кастро считал, что у Лопе была более ранняя жена, имя которой неизвестно, которая родила ему нескольких сыновей, в том числе Лопе Лопеса, который женился на Марии де Альменар. Этот тезис отчасти основан на предположении, что Лопе Диас был не из тех, кто заводит детей вне брака. Совсем недавно Хосе Мария канал Санчес-Пагин не согласился с мнением, что Альдонса была кастилькой, как и её муж. Она овдовела, когда её отпрыски были ещё молоды, и они заняли важные посты в Леоне и Галисии, где их считали бы иностранцами, если бы их мать не была леонской или галисийкой.
Учитывая долголетие Альдонсы (она пережила своего мужа примерно на сорок лет и была, вероятно, по меньшей мере на тридцать лет моложе его), она, должно быть, родилась около 1135 года. Хайме де Саласар-и-Ача в своем исследовании семьи Вела предположил, что она была дочерью Родриго Веласа, а Каньял Санчес-Пагин первоначально предположил, что она была его внучкой, дочерью Альваро Родригеса. В документе 1182 года, записывающем пожертвование Сан-Пруденсио-де-Монте-Латурсе, сохранившемся только в испанском переводе Гаспара Коронеля, Альдонса называет себя двоюродной сестрой (консобриной) Сан-Пруденсио-де-Монте-Латурсе. Родриго Альварес, сын Альваро Родригеса и Санчи Фернандес де Траба . Тогда, скорее всего, она была дочерью брата Санчи, Гонсало Фернандеса де Траба. Известно, что она состояла в близких отношениях с другими детьми Гонсало, Гомесом и Урракой. Она была дочерью Гонсало от его первой жены Эльвиры, дочери Родриго Веласа.
Кроме своего наследника Диего II, Лопе Диас имел трех сыновей — Гарсию, Лопе и Родриго, а также восемь дочерей — Альдонсу, Эльвиру, Эстефанию, Марию, Менсию, Санчу, Тоду и Урраку. Последняя вышла замуж за короля Фердинанда II Леонского в качестве его последней жены. Лопе Диас скончался 6 мая 1170 года — дата, подтвержденная Анналами Компостеллы . К июню 1171 года его вдова поступила в монастырь в Каньясе, где более тридцати лет фактически исполняла обязанности настоятельницы. Она все ещё была жива в мае 1207 года, когда сделала пожертвование в Сан-Маркос-де-Леон.